# NGC 4774
NGC 4774 (również PGC 43759) – galaktyka pierścieniowa znajdująca się w gwiazdozbiorze Psów Gończych. Odkrył ją William Herschel 17 marca 1787 roku.
W galaktyce tej zaobserwowano supernową SN 2013he.